# 3-メチルクロトニルCoA
3-メチルクロトニルCoA(3-methylcrotonyl-CoA、β-Methylcrotonyl-CoA)は、ロイシンの代謝中間体の一つである。
イソバレリルCoAデヒドロゲナーゼによってイソバレリルCoAから生成する。